# Kate Tsui Ji-San
Kate Tsui Ji-San (Hongkong, 19 juni 1979) (jiaxiang: Guangdong, Huizhou, Boluo) is een Hongkongse TVB-actrice. Ze studeerde af in de University of California in Davis en heeft ook in Japan gestudeerd. Tsui spreekt verschillende talen en dialecten. In 2004 deed ze mee met de Miss Hong Kongverkiezing en won behalve de hoofdprijs ook de prijzen Miss Photogenic award, Fitness award en Miss International Goodwill. Eén jaar later deed ze ook mee aan de Miss Chinese International Pageant. Ze won toen één prijs, kwam in de top vijf en verloor van Leanne Li en Fala Chen.

## Filmografie

### TVB-series
- Fantasy Trend (2004)
- When Rules Turn Loose (2005)
- La Femme Desperado (2006)
- The Price of Greed (2007)
- The Brink Of Law (2007)
- On The First Beat (2007)
- Steps (2007)
- Speech of Silence (2008)
- Moonlight Resonance (2008)
- Man in Charge (2008)
- The Four (2008)
- Beauty High Resolution (2008)

### Films
- Eye in the Sky (2007)
- Contract Lover (2007)
- Lady Cop & Papa Crook (2008)
- La Lingerie (2008)
- I Corrupt All Cops (2009)

- Library of Congress Control Number: no2011141518
- MusicBrainz: 126478df-8e98-4f75-bd63-f639891a4ed8
- Virtual International Authority File: 174502025
- WorldCat: E39PBJhGVfM7dmdhMQqgH4ycfq